# Chrysler LeBaron
Pour les articles homonymes, voir LeBaron.
La Chrysler LeBaron (ou Chrysler Imperial LeBaron) était à l'origine une voiture de luxe des années 1930. Son châssis fabriqué par Chrysler a été partagé avec d'autres voitures de luxe de l'époque, tels que Lincoln et Packard.
La Chrysler LeBaron a été réintroduite en 1977 comme une berline de taille moyenne, et le nom a été présenté sur de nombreuses Chrysler jusqu'en 1995. Ressuscité pour ajouter de la valeur à Chrysler, le nom « LeBaron » a été appliqué à cinq voitures différentes construites par Chrysler.

## Contexte de la LeBaron
Voir article : LeBaron Incorporated
LeBaron était l'un des nombreux carrossiers de renom dans les années 1920 et 1930 à fournir des carrosseries pour des voitures de luxe. Il a été fondé à Bridgeport, Connecticut en 1920 par Thomas L. Hibbard et Raymond H. Dietrich. Il a ensuite été acheté comme principal fabricant de carrosseries pour Ford, Chrysler, Hudson, Packard et autres Briggs Manufacturing Company de Détroit en 1926 et exploité comme filiale spécialisée de Briggs.
LeBaron fournissait des carrosseries exquises personnalisées pour divers constructeurs automobiles tels que la ligne de luxe Imperial de Chrysler, Duesenberg et Cadillac. Les derniers projets de LeBaron pour Chrysler étaient la Chrysler Newport Phaeton, un phaéton à double capot super-rationalisé avec une carrosserie en aluminium et la remarquable Chrysler Thunderbolt de 1941, un roadster élégant avec des phares dissimulés (comme la Cord 810/812 de 1936) et un toit rigide rétractable en métal créé par Alex Tremulis, qui allait plus tard styliser la légendaire Tucker de 1948,,,.
Chrysler a acheté Briggs Manufacturing Company en 1953. Deux ans après que Chrysler Corporation ait présenté l'Imperial en tant que division de luxe distincte, la finition LeBaron a été désignée comme modèle Imperial haut de gamme de 1957 à 1975,,,.

## Génération classique (1931-1941)
Article principal: Chrysler Imperial (modèle)
Les LeBaron sont apparues dans les années 1930, à l'époque des automobiles classiques, et ont concurrencé directement les marques de luxe de l'époque tels que Lincoln, Cadillac, et Packard. Dans le milieu des années 1930, Chrysler s'est inspiré du design caractéristique de l'Airflow Impérial. La série CW haut de gamme été fournie par LeBaron. Les caractéristiques de conception ont été considérées comme avancé et peut-être en avance sur leur temps. Cependant, la forme était trop radicale pour l'acheteur et n'a pas vraiment réussi à s'imposer sur le marché nord-américain. Raymond Dietrich, cofondateur et ex-styliste chez LeBaron, a été embauché en 1932 pour diriger le stylisme Chrysler. Dietrich a relooké la ligne de l'Airflow et Chrysler a voulu intégrer son style dans le marché. Cependant les faibles ventes de l'Airflow ont poussé Chrysler à adopter un design plus conventionnel durant les prochaines décennies. Les constructeurs automobiles ont continué à développer leurs départements de style et leurs carrosseries en interne, ce qui a fait que LeBaron est devenu moins important pour la plupart de ses clients pour les idées de conception et les carrosseries. Vers la fin des années 1930, LeBaron/Briggs construit plus de carrosseries pour Chrysler et moins de carrosseries pour Ford. Chrysler est devenu leur plus gros client, avec d'autres marques comme Packard, Hudson, et Graham-Paige. À la fin des années 1930 et au début des années 1940, le nom et la division LeBaron sont devenus moins importants pour Briggs, bien qu'ils soient restés une division de Briggs jusqu'au rachat de Chrysler en 1953,.
Les derniers projets de LeBaron pour Chrysler étaient deux concept-cars: la Chrysler Newport Phaeton, un phaéton à double capot super-rationalisé avec une carrosserie en aluminium et la remarquable Chrysler Thunderbolt de 1941, un roadster élégant avec des phares dissimulés et un toit rigide rétractable en métal créé par Alex Tremulis, qui a ensuite fait partie du style de la légendaire Tucker de 1948. Seulement 6 de chacune ont été fabriquées,.

## Génération Imperial (1955-1975)
Voir aussi: Imperial (automobile)
Chrysler Corporation a présenté l'Impérial en tant que marque séparée et division de luxe en 1955. La finition LeBaron a été désigné comme la version haut de gamme du modèle Impérial de 1956 à 1975,,,. Ces voitures étaient des Imperial et n'incluaient pas la plaque signalétique « Chrysler ». Les modèles nommés « LeBaron » étaient les modèles haut de gamme de la gamme Imperial,  le modèle de milieu de gamme était nommé « Crown » ainsi qu'un modèle de base sans nom qui n'a pas duré longtemps (nommé « Custom » en 1960-63) et une version limitée pour les toits rigides était nommée « Southampton ».
Les Imperial LeBaron ont été conçues pour directement concurrencer les marques de luxe des concurrents, notamment Continental, Cadillac et Packard, comme ce fut le cas dans les années 1930.

Le dernier modèle Impérial a été assemblé en juin 1975, l'interruption résultant de la diminution des ventes en raison d'une récession, les effets de la crise énergétique des années 1970 et du choc pétrolier, et le congrès des États-Unis ayant adopté la Politique de l'Énergie et de la Loi sur la Conservation, une loi anti pollution.

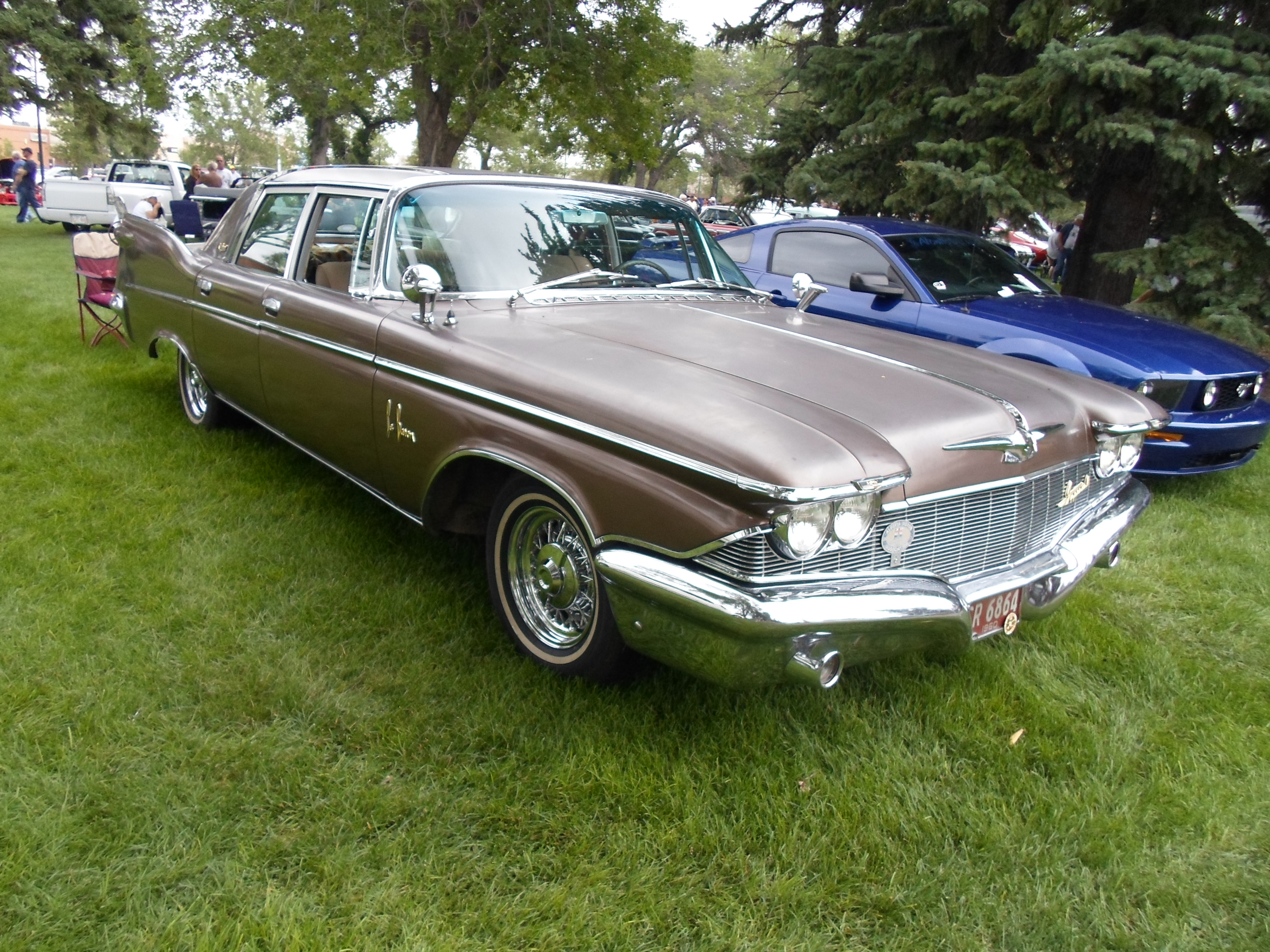
1960 Impériale LeBaron
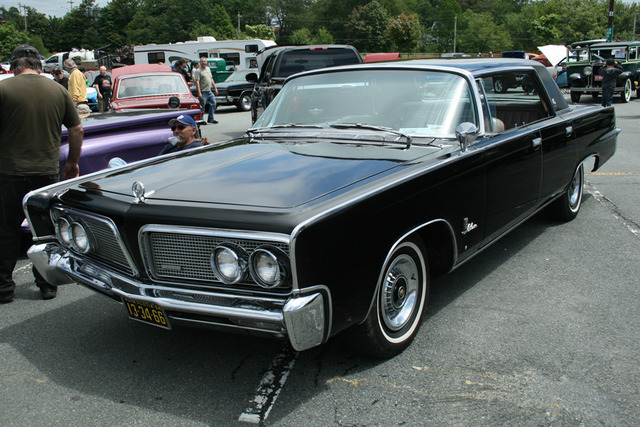
1964 Impériale LeBaron
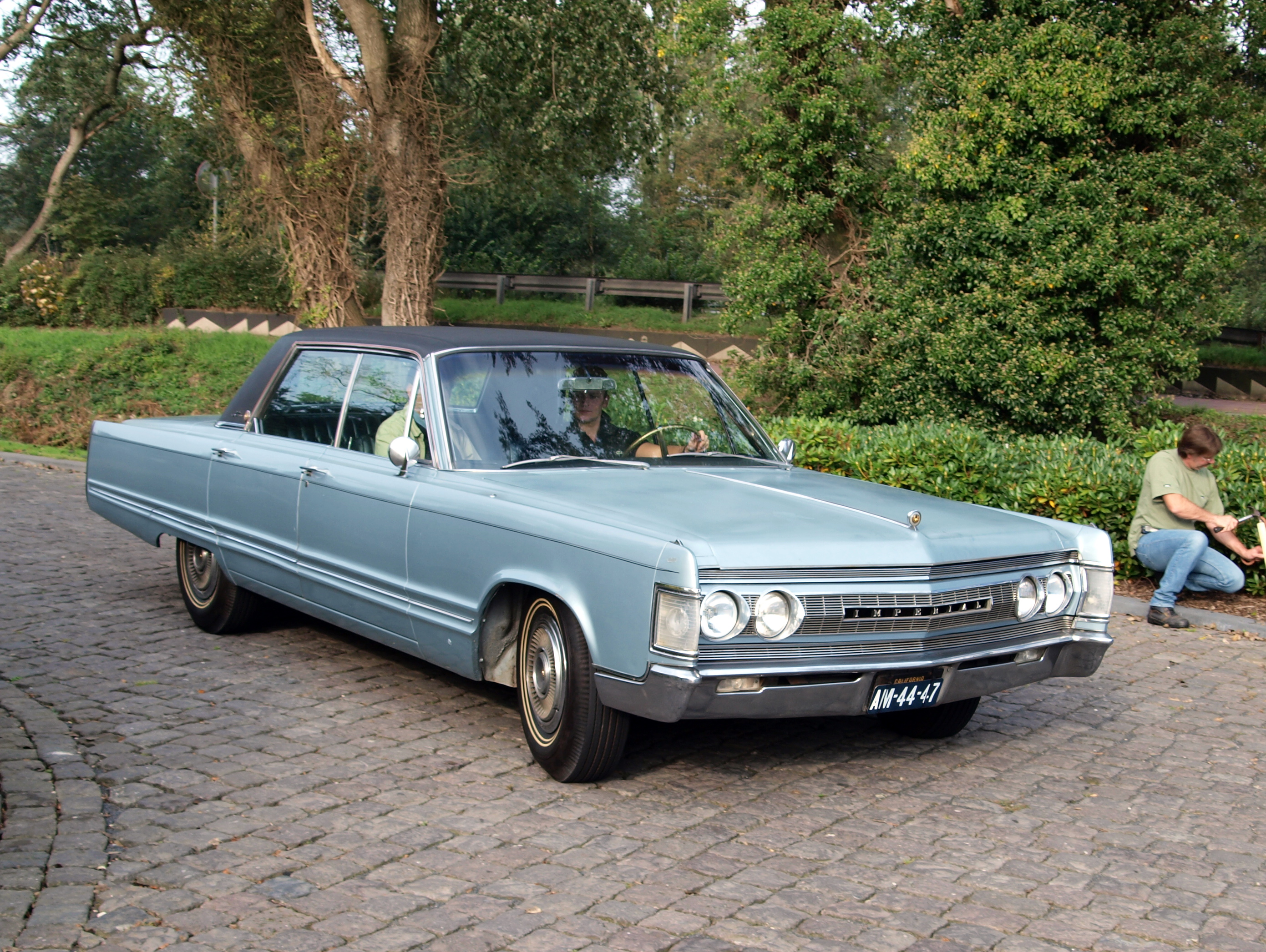
1967 Impériale LeBaron
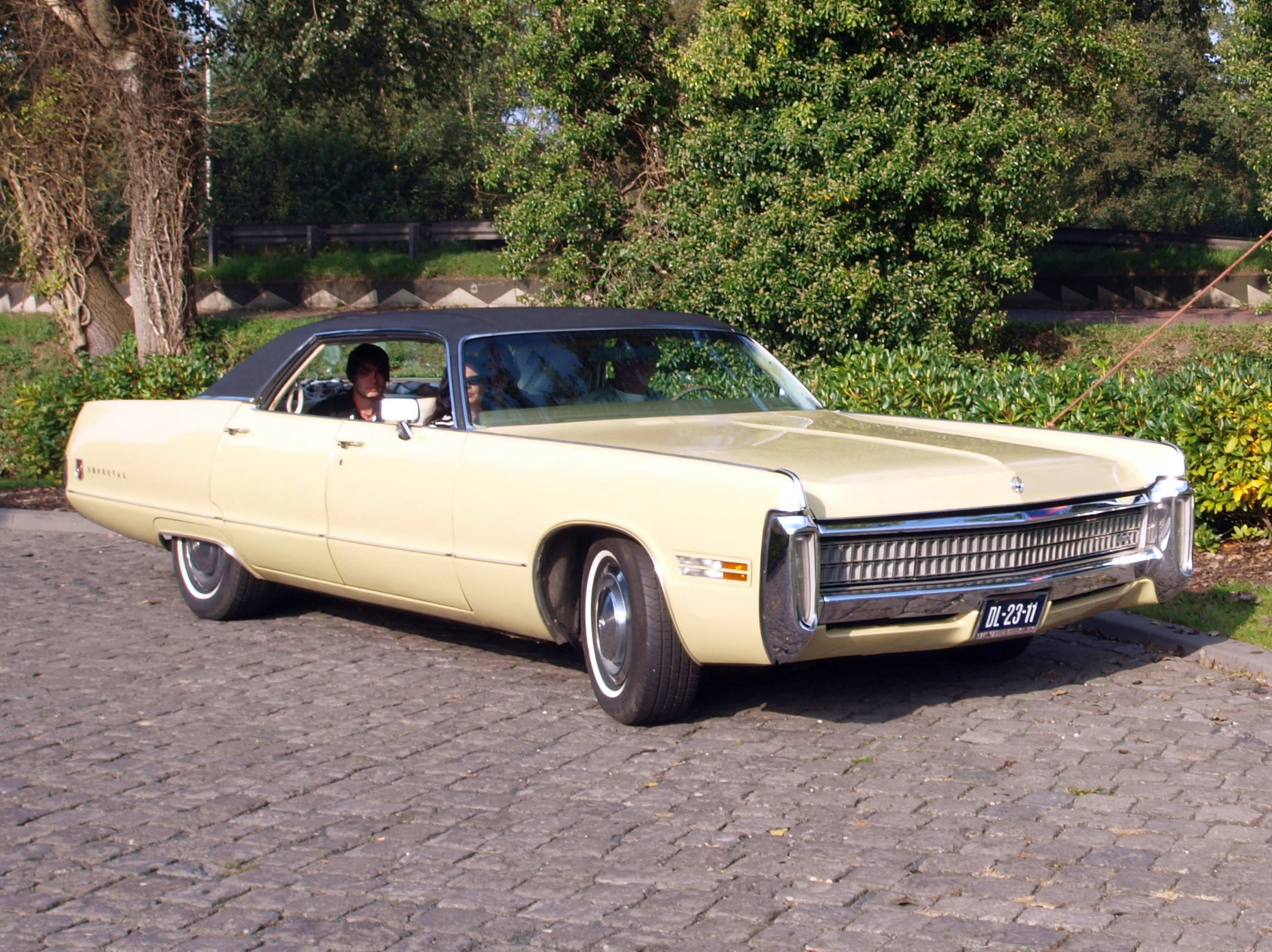
1972 Impériale LeBaron
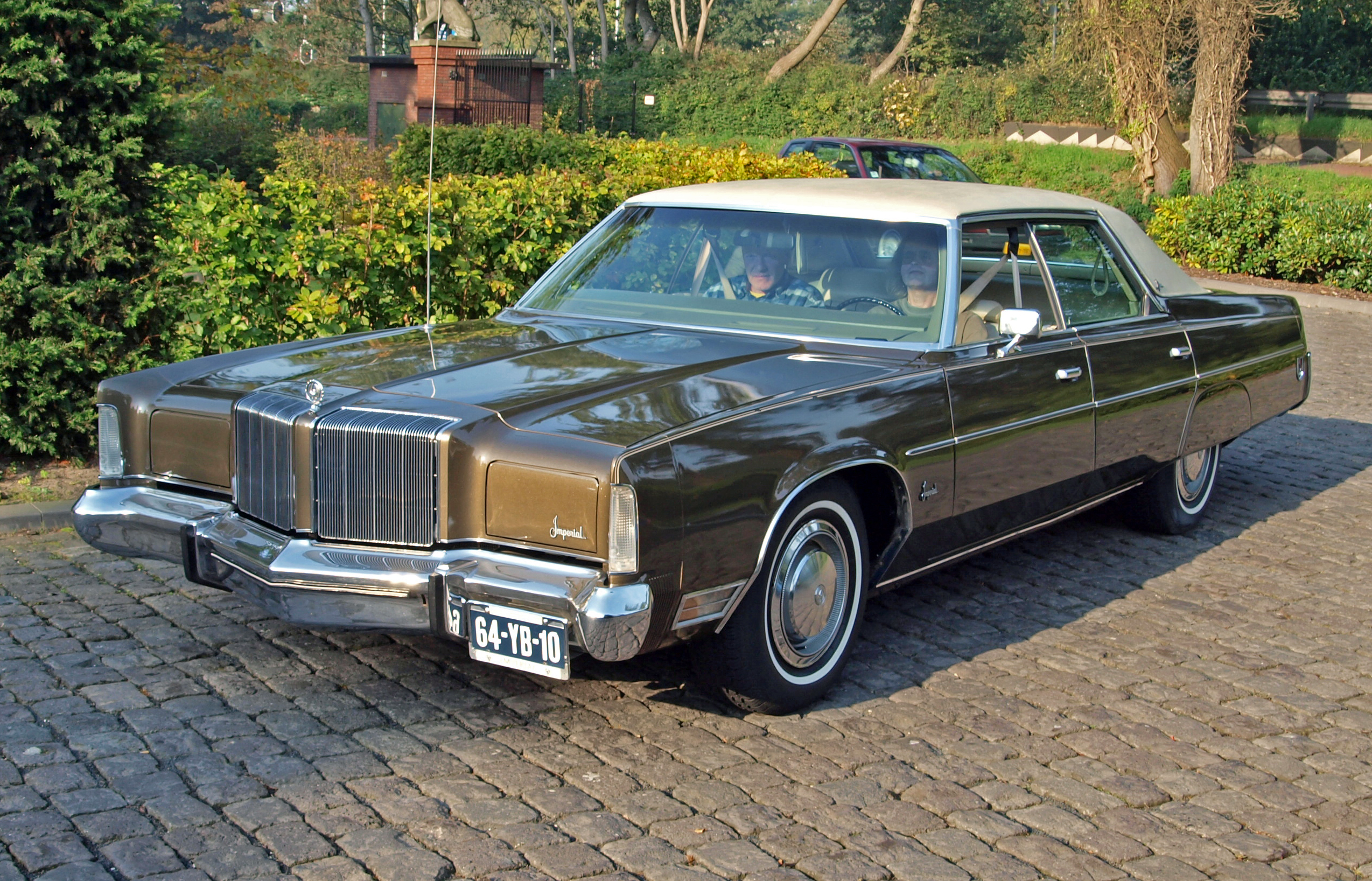
1974 Impériale LeBaron

## Première génération (1977-1981)

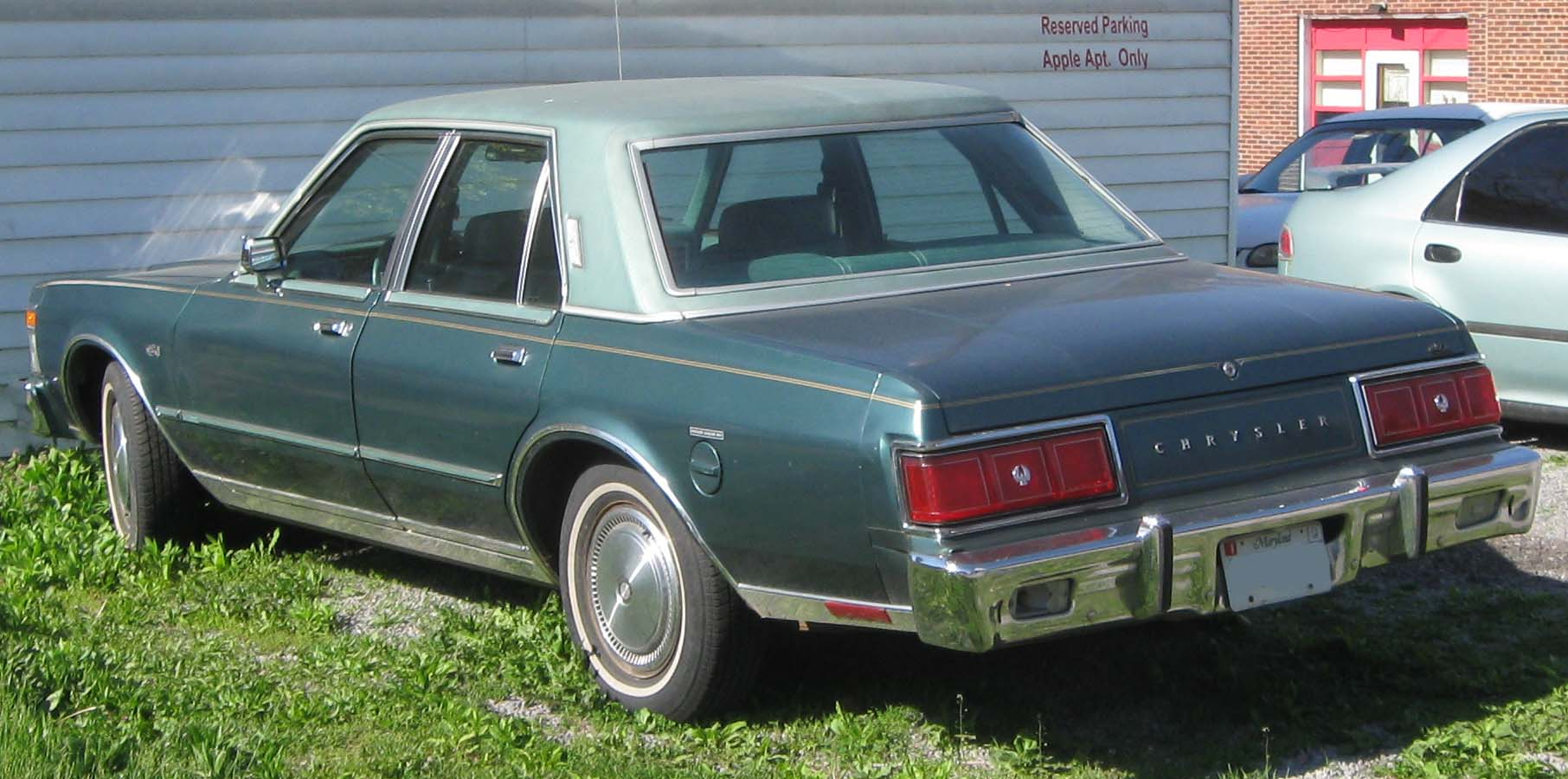
1977-1979 Chrysler LeBaron berline

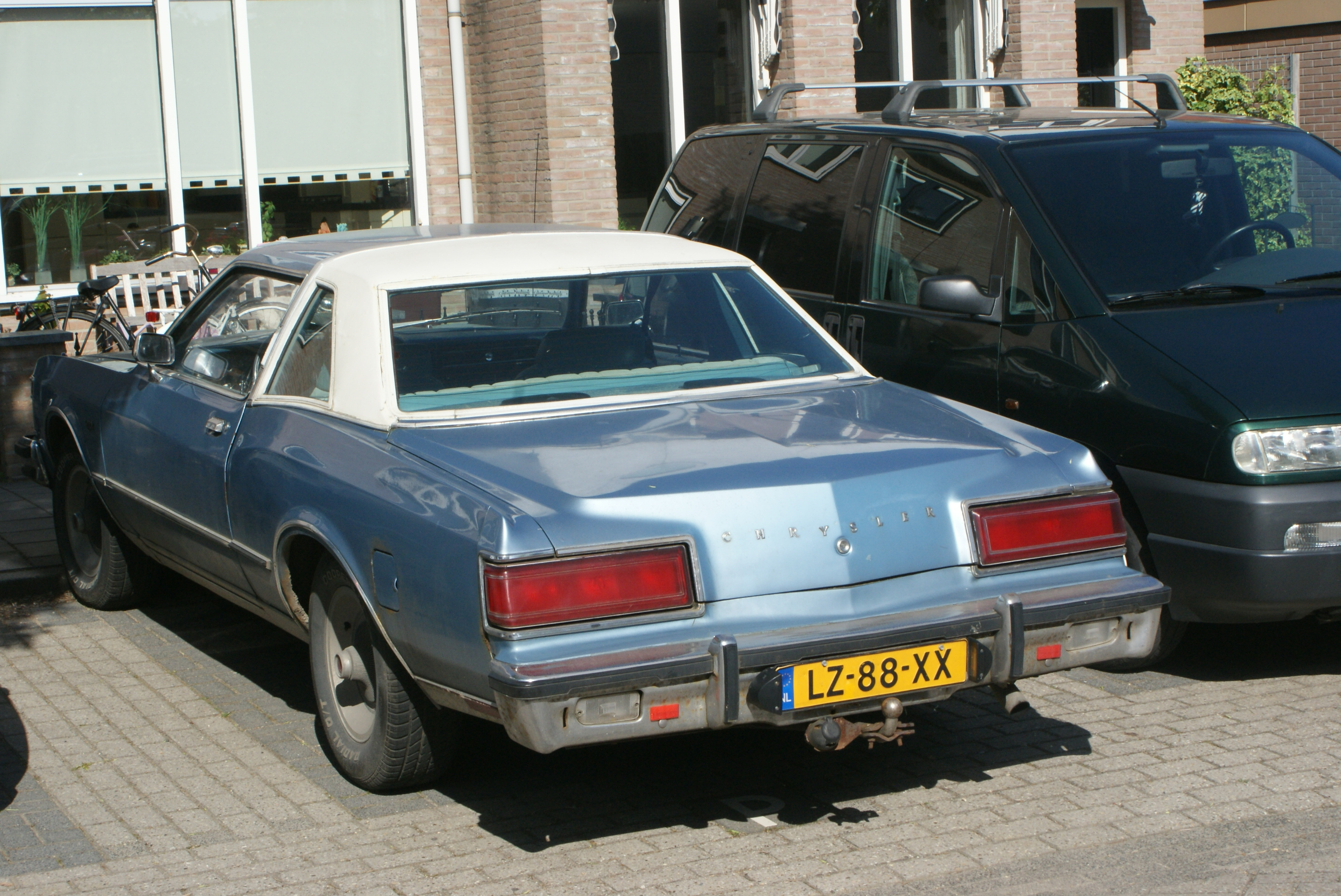
1977-1979 Chrysler LeBaron Médaillon coupé

Bien que le nom LeBaron  a été utilisé sur les Impérial, c'était la première fois que le nom a été utilisé pour un modèle Chrysler. Introduit au printemps 1977 comme modèle de fin 1977, La plateforme utilisée fut celle du Dodge Aspen (F-body), mais avec une autre coque connu sous le nom de M-body, et leur objectif principal était d'être une version plus haut de gamme de l'Aspen / Volare. Les premiers modèles de 1977 comprenaient des coupés et des berlines, avec une familiale Town & Country apparaissant en 1978 (utilisant la plaque signalétique autrefois portée par les familiales Chrysler à carrosserie C). Les berlines et les breaks, bien que considérés comme des M-body, étaient presque identiques aux Aspen et Volare F-body, à l'exception des capots, des couvercles de coffre et des panneaux avant et arrière. 
Les coupés différaient plus substantiellement; où les modèles coupé F-body utilisaient un empattement de 108,7 pouces, les M-body (qui incluaient la Dodge Diplomat) utilisaient un coupé unique au style évocateur des années 1930 sur le même empattement de 112,7 pouces que les berlines et les breaks. Les moteurs se composait du 225 cid Slant Six, le V8 318, et la 360 V8. La plupart ont été équipés de la boite 3 vitesses TorqueFlite automatique, et une boite de vitesses manuelle à quatre vitesses a été proposée avec deux moteurs plus petits, jusqu'en 1981.

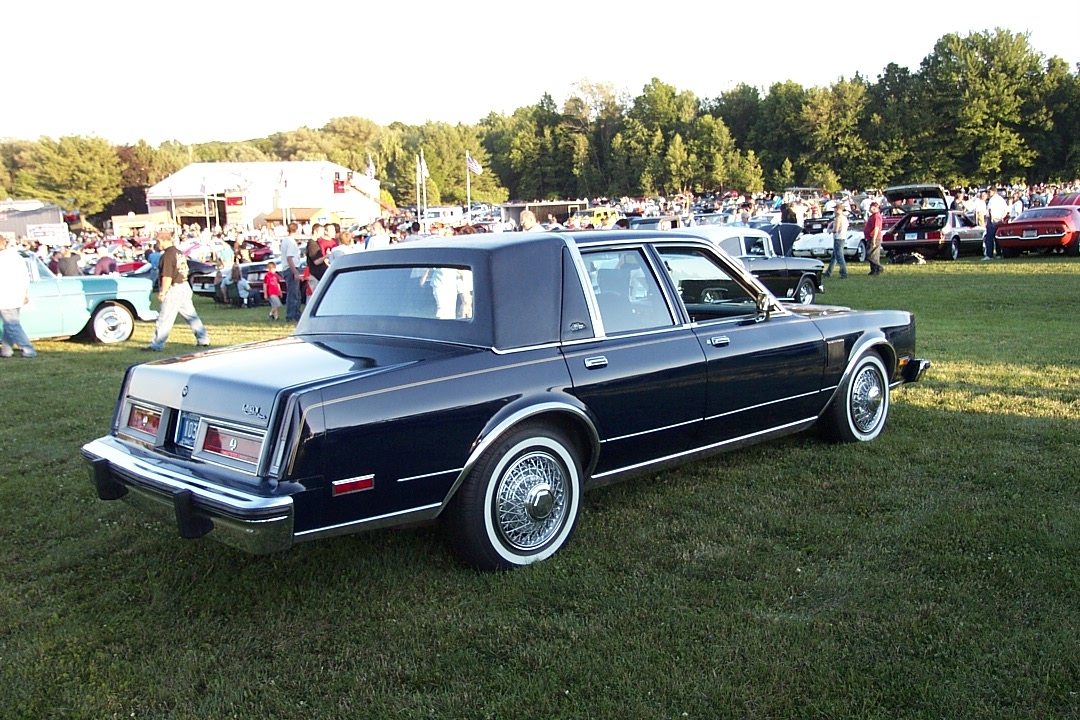
1980 LeBaron Avenue en Édition Limitée; l'un des 654 exemplaires produits

En 1979, la LeBaron était redessinée, l'acquisition d'une nouvelle calandre de style cascade, de nouveaux phares, de nouveaux carénages et de nouveaux feux arrière. Le toit arrière a également été refait, il est désormais plus court. Le coupé 2 portes a reçu une nouvelle tôle arrière lisse, qui a remplacé les anciens panneaux arrière incurvés et a été déplacé vers l'empattement de 108,7 pouces. À l'intérieur, des améliorations ont été apportées afin de le rendre plus luxueux. Et cette même année, une édition limitée « Fifth Avenue » est disponible avec une ligne de toit modifiée et un contenu supplémentaire; seules 654 exemplaires ont été produites, toutes convertis par l'American Sunroof Corporation. Une version police « Fifth Avenue » a été produite en 1981, après la disparition de la Volare. Cela a été remplacé par une nouvelle Plymouth Gran Fury M-body pour 1982, maintenant les concessionnaires Chrysler-Plymouth dans la compétition pour les contrats d'application de la loi.
La LeBaron a été déplacée vers la plate-forme K à traction avant en 1982. L'ancienne plateforme M-body équipe désormais la Chrysler New Yorker et pouvait toujours être équipé sur la finition Fifth Avenue. La plateforme M-body du break et du coupé a été abandonnée après 1981. La Chrysler M-body sedan a finalement été rebaptisé New-Yorker Fifth Avenue en 1983 puis juste Fifth Avenue à partir de 1984. La production de la Fifth Avenue M-body s'est poursuivie jusqu'en 1989, peu de changements par rapport à la berline LeBaron de 1980.
Pour plus d'informations à ce sujet, veuillez visiter les sections Town & Country et Fifth Avenue.

## Deuxième génération (1982-1988)

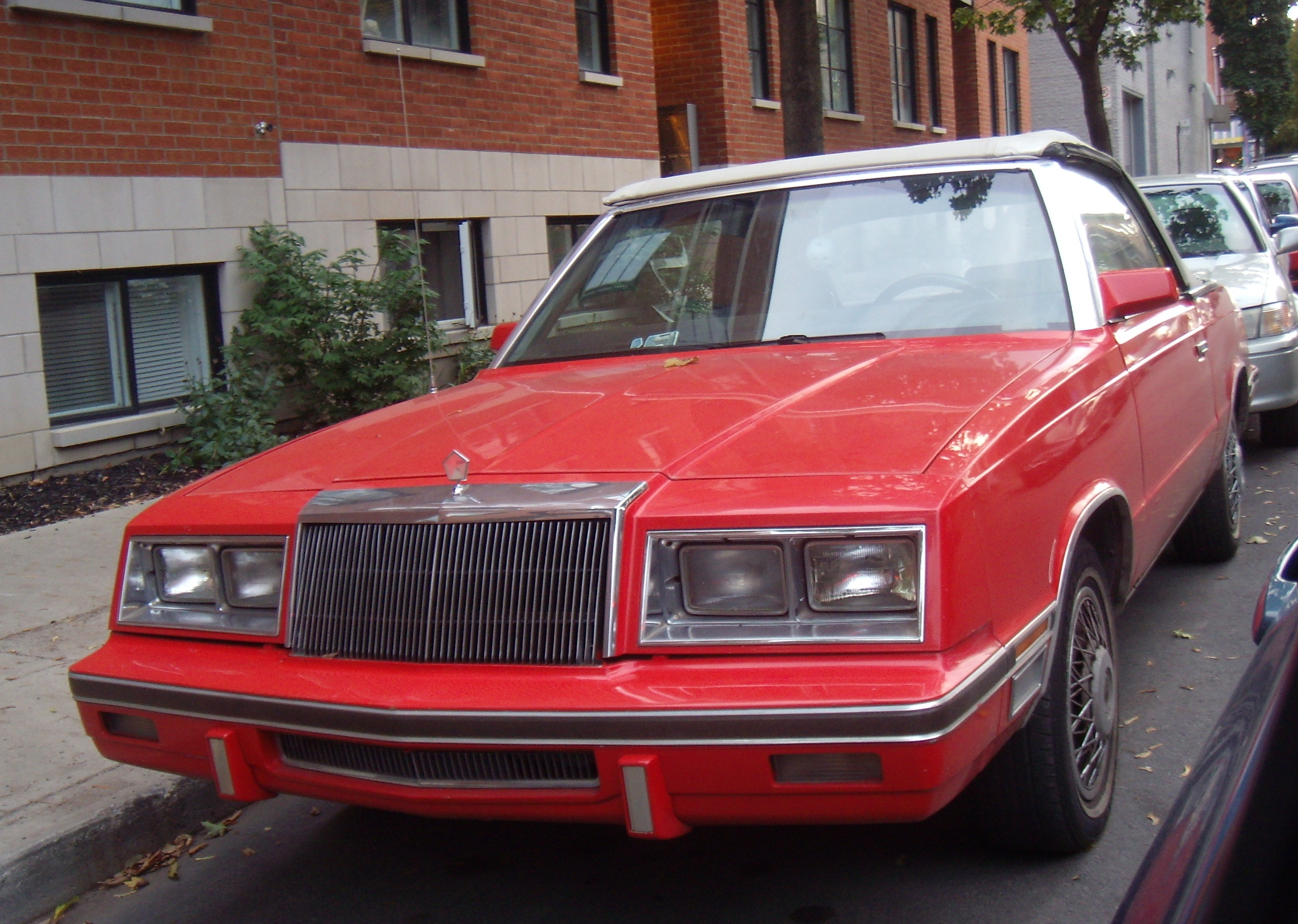
1983-1984 Chrysler LeBaron cabriolet

En 1982, la LeBaron est passé à la plate-forme Chrysler K à traction avant, où il s'agissait de l'offre la moins chère des modèles haut de gamme. Elle a d'abord été disponible en berline et coupé. Plus tard en 1982, une version cabriolet est sortie, s'attaquant directement à la Cadillac Eldorado.
Une version break appelé la Town & Country a été ajoutée. Un cabriolet Town & Country spécial a également été fabriqué en quantités limitées (1105 au total) de 1983 à 1986, qui, comme le break, comportaient des panneaux en bois simulés qui le faisaient ressembler au Town & Country d'origine des années 40. Ce modèle faisait partie de la finition d'options bien équipé Mark Cross pour ces dernières années.
Bien qu'elle soit mécaniquement similaire aux Aries et Reliant, ses carénages ressemblaient étroitement à ceux des plus grandes berlines E-body. Cette génération a présenté l'alerte vocale électronique de Chrysler, une voix informatisée qui avertit les conducteurs de diverses conditions avec des phrases telles que « Votre porte est entrouverte » ou « Votre pression d'huile moteur est basse ».

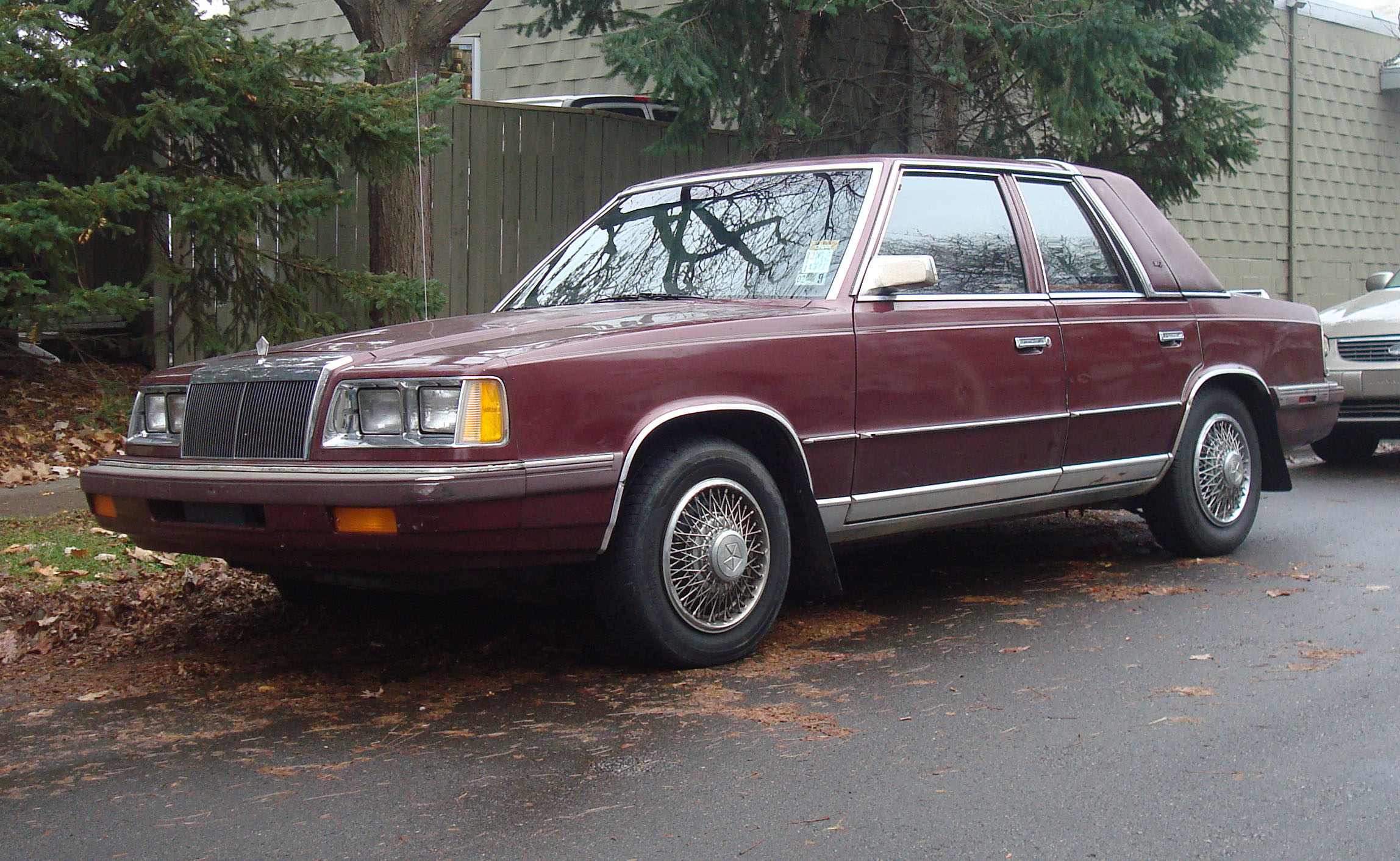
1987 Chrysler LeBaron berline
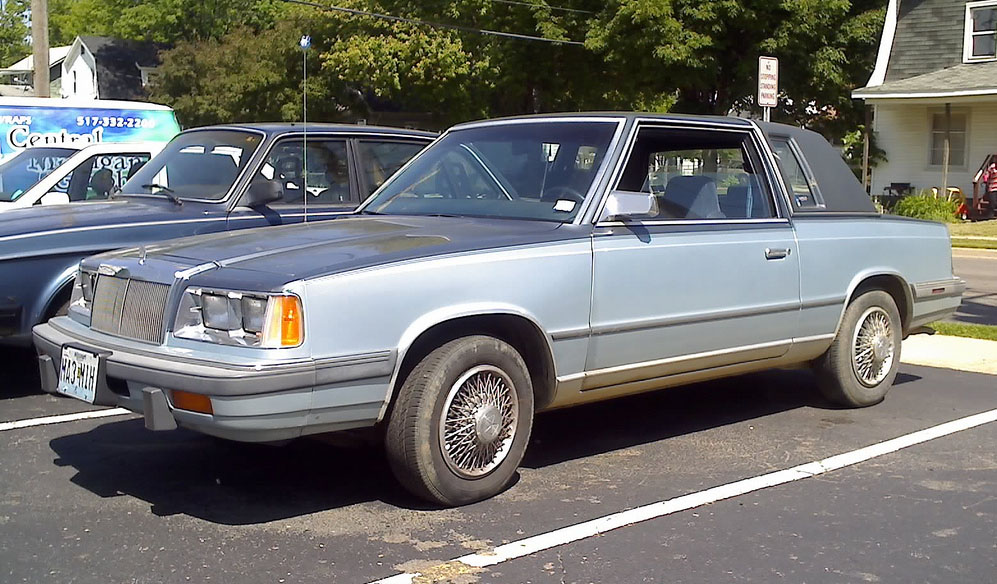
1986 Chrysler LeBaron coupé

La LeBaron était redesignée pour 1986 avec de nouvelles entrées d'air avant afin d'améliorer l'aérodynamique. Les coupés et cabriolets ont été abandonnées pour 1987, remplacé par le tout nouveau LeBaron « J-body » sorti cette année. La berline et la break ont continué d'être vendus avec juste une modification mineure jusqu'en 1988. Une plus grande LeBaron basée sur la Dodge Spirit et la Plymouth Acclaim arrive en 1990.
En 1983, la Town & Country cabriolet a été présenté à la sixième et septième saison de la populaire sitcom Seinfeld, que George Costanza a acheté après avoir été informé par un vendeur de voitures qu'elle appartenait auparavant à l'acteur Jon Voight, bien qu'il ait été révélé plus tard que son ancien propriétaire était en fait John Voight, un dentiste apparu dans l'épisode « La Boutique familiale », où la voiture a été présentée pour la première fois. Dans une interview ultérieure, l'acteur a avoué que la voiture présentée dans la série n'était en fait pas la propriété de Voight lui-même, mais de sa mère, Barbara Voight.

### 1985-1989 LeBaron GTS
La Chrysler LeBaron GTS était un peu différente des LeBaron habituelles et a été basée sur la plateforme Chrysler H. Elle était disponible en même temps que la Cadillac Cimarron, comme un modèle de luxe, tout en offrant un équipement similaire à celui de la Cadillac. En tant que berline 5 portes encore dérivée des voitures à plate-forme K, la GTS (et la Dodge Lancer similaire) était plus un véhicule de performance que la LeBaron berline de la plate-forme K plus douce. En configuration de base, la voiture était propulsée par le moteur quatre cylindres en ligne de 2,2 litres de Chrysler, remplacé plus tard par une version TBI de 2,5 L générant 100 ch (75 kW). Un moteur turbocompressé de 2,2 L produisant 146 ch (109 kW) était également disponible. Le nom GTS a été abandonné pour 1989, la dernière année de production, puis la plateforme K-body a été abandonnée. La dernière Chrysler LeBaron GTS est sortie de la ligne d'assemblage le 7 avril 1989.

### Niveaux de finition
- High line - 1985-1989
- Premium - 1985-1988
- GTS - 1989 (remplacée par « Premium » après que « GTS » ait été supprimé du nom de la voiture)
- « Pacifica » 1986 (remplacée par la Shelby Lancer en 1987) limitée à 500 exemplaires.

### Marché européen - la Chrysler GTS
Après quelques années d'absence, Chrysler a officiellement commencé à vendre certains modèles sous sa propre marque sur le marché Européen à partir d'avril 1988. L'un d'eux était la Chrysler GTS, qui était en fait une version démarquée de la version de la Dodge Lancer ES. Les ventes ont été modérées.

## Troisième génération Coupé / Cabriolet (1987-1995)

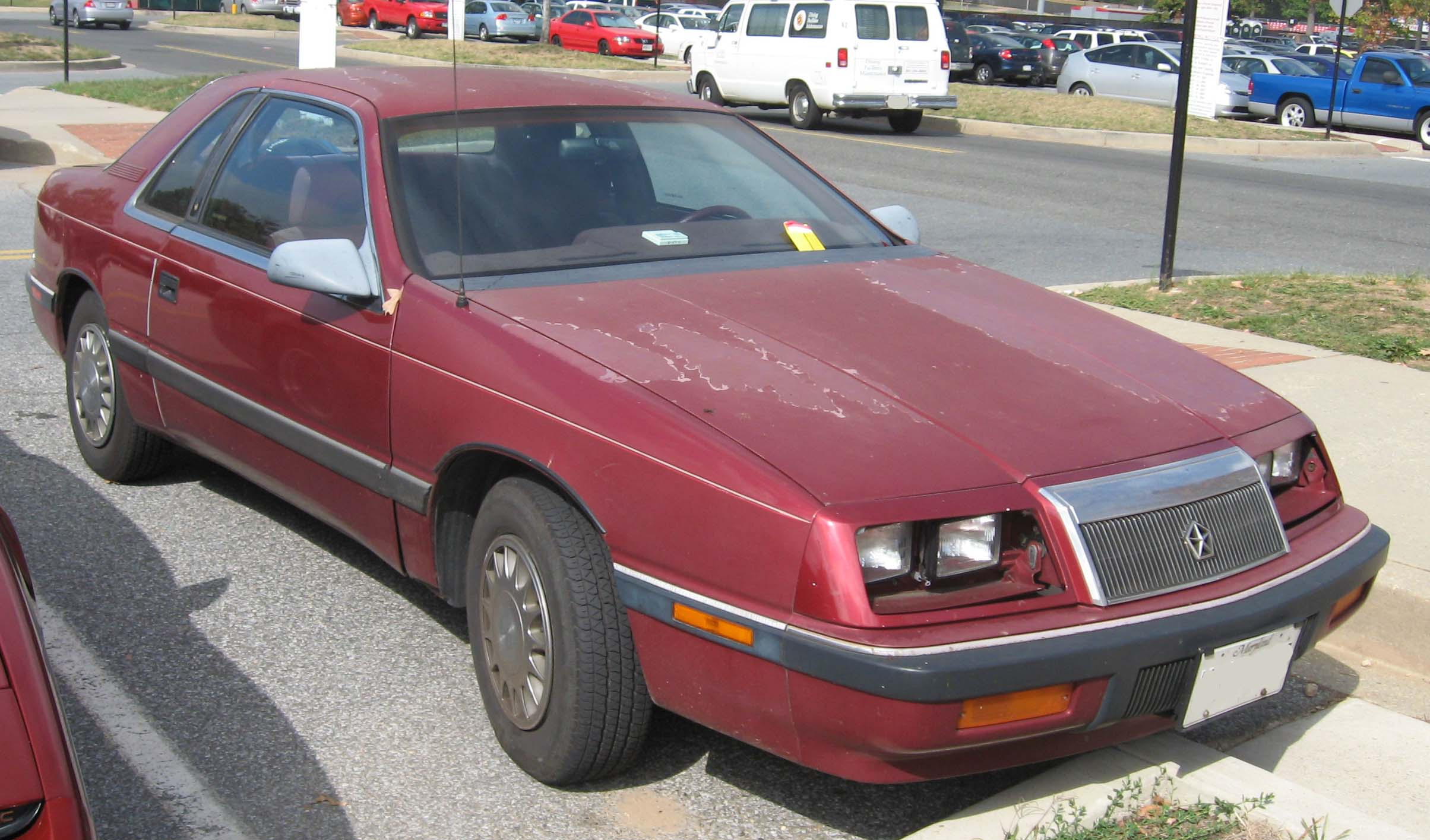
1987-1992 LeBaron Coupé (phares ouverts)

Après l'arrêt de la première génération des LeBaron coupé et cabriolet en 1986, Chrysler sort une nouvelle LeBaron pour 1987, construite sur la plateforme J-body (un dérivé de la plateforme K-body) et est disponible en coupé ou cabriolet. La nouvelle LeBaron est plus moderne et plus aérodynamique par rapport à son prédécesseur et était assez élégante pour son époque, avec des phares cachés rétractables, une calandre en cascade, un pare-brise fortement incliné et des lentilles de feu arrière sur toute la largeur bien que seuls les bords soient réellement éclairés. Au Mexique, ces modèles ont été commercialisés sous le nom de Chrysler Phantom. Deux moteurs étaient disponibles; le 2,2L et 2,5L atmosphériques ou avec turbo, et en 1990, un 3.0L Mitsubishi V6 est disponible, bien que la Chrysler Phantom R/T mexicaine offrait le même moteur 16V DOHC de 2.2 litres également utilisé dans la Dodge Spirit R/T du marché américain.

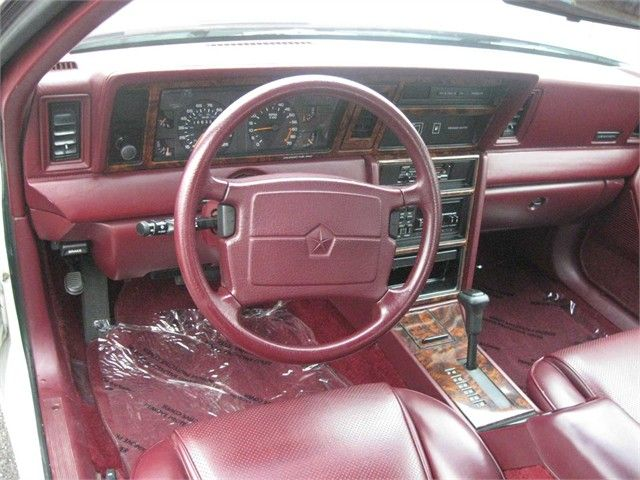
LeBaron 1989 intérieur

La LeBaron était disponible avec un ordinateur permettant d'économiser du carburant, et une instrumentation complète. En 1990, l'intérieur de la LeBaron a été rafait, doté d'un tout nouveau tableau de bord, des nouveaux instruments de bord, de nouveaux panneaux de porte et une nouvelle console centrale. Tous les nouveaux composants ont été conçus pour être plus lisses et plus fluides que le style intérieur relativement carré de 1987-89, le but était de s'adapter au nouveau design de 1990. En 1992 les coupés et cabriolets LeBaron pouvaient être commandé avec la nouvelle finition « sport », qui présentait une apparence monochrome, y compris une calandre de couleur carrosserie, une bande d'accentuation et un logo sur le couvercle du coffre. Cette finition incluait notamment de nouveaux enjoliveurs de style « dentelle » de 14 pouces et une bande noire sous les feux arrière à la place du chrome, avec des moulures de fenêtre spéciales noircies sur les modèles coupé.

### Version reliftée de 1993

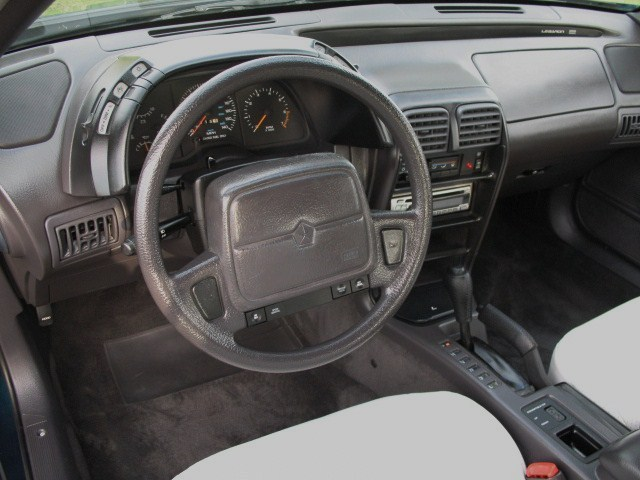
1994 intérieur

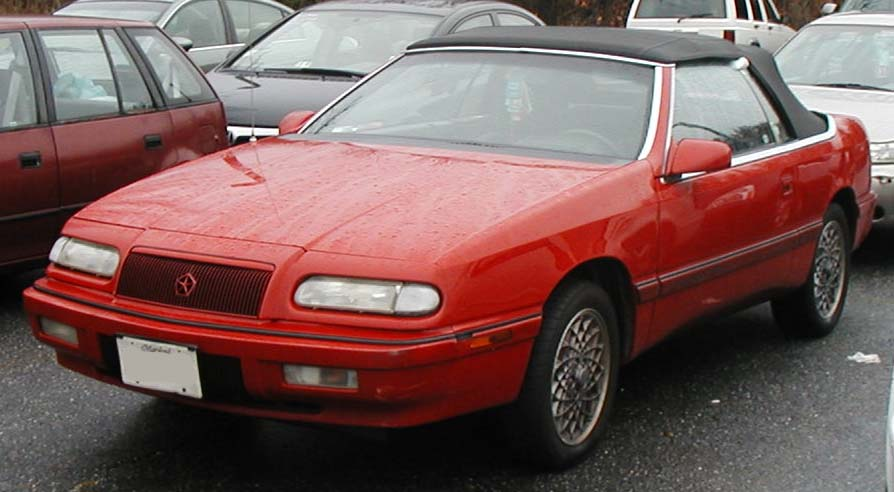
1993-1995 Chrysler LeBaron convertible

En 1992, la LeBaron a reçu un léger restylage. Les phares cachés de la version de 1987-1992 modèles ont été supprimés en faveur de phares moins coûteux et plus aérodynamique, des nouvelles roues ont été mises à disposition et tous les modèles ont reçu des clignotants arrière ambrés introduits sur les modèles de luxe de 1992. En 1994, un airbag latéral passager est devenu standard sur tous les modèles et la LeBaron Bright LX est sortie. Elle incluait une calandre chromée, des badges et des inserts chromés, par opposition à la couleur de la carrosserie sur la GTC.
Les moteurs disponibles étaient un 2,5 L atmosphérique et une version turbocompressée de 2,2 et 2,5 L du moteur 4 cylindres en ligne de Chrysler, et le V6 Mitsubishi de 3,0 L développant 141 chevaux (105 kW) dans cette application. Les moteurs turbocompressés ont été retirés de la gamme en 1992 pour l'année modèle 1993. Le coupé a été abandonné après 1993. En 1994, le 3.0L était le seul moteur disponible. Le cabriolet a été abandonné après 1995, pour faire place à la nouvelle Chrysler Stratus coupé et cabriolet pour 1995 et 1996 respectivement.

### Niveaux de finition: 1987-1995
Tout au long de sa durée de vie, la LeBaron cabriolet / coupé était disponible en plusieurs niveaux de finition. Pour sa première année, le LeBaron était disponible en version Highline et Premium, finitions typiques de Chrysler à l'époque. Plus tard, en 1990, six finitions étaient disponibles. Après cela, le nombre a diminué jusqu'à ce qu'il ne reste que deux niveaux de finition pour 1995.
- 1987
  - Highline
  - Premium
- 1988
  - Highline
  - Premium
  - GT
- 1989
  - GTS Turbo
  - GT Turbo
  - GTC Turbo
  - Highline
  - Premium
- 1990
  - GT
  - GT Turbo
  - GTC Turbo
  - Highline
  - Highline Turbo
  - Premium
- 1991
  - GTC
  - GTC Turbo
  - Highline
  - Highline Turbo
  - Premium LX
- 1992
  - base
  - Turbo
  - GTC
  - GTC Turbo
  - LX
- 1993
  - base
  - GTC
  - LX
- 1994
  - GTC
  - Bright LX
- 1995
  - GTC
  - LX

### Courses
Plusieurs équipes ARCA (un niveau en dessous des courses de coupe NASCAR) ont construit des voitures de course basées sur la LeBaron (soutenues par la division des pièces de performance Chrysler Direct Connection revitalisée) et les ont dirigées de 1988 à 1998. Les voitures étaient très compétitives et ont remporté plusieurs courses au cours de ces années.

## Troisième génération berline (1990-1994)
La dernière berline LeBaron a été construite sur la plateforme AA-Body, une plateforme dérivé de la K, en tant que berline de niveau junior de la New Yorker haut de gamme. Elle diffère de la Dodge Spirit et Plymouth Acclaim, et de Chrysler Saratoga principalement dans le détail et les choix de garnitures.

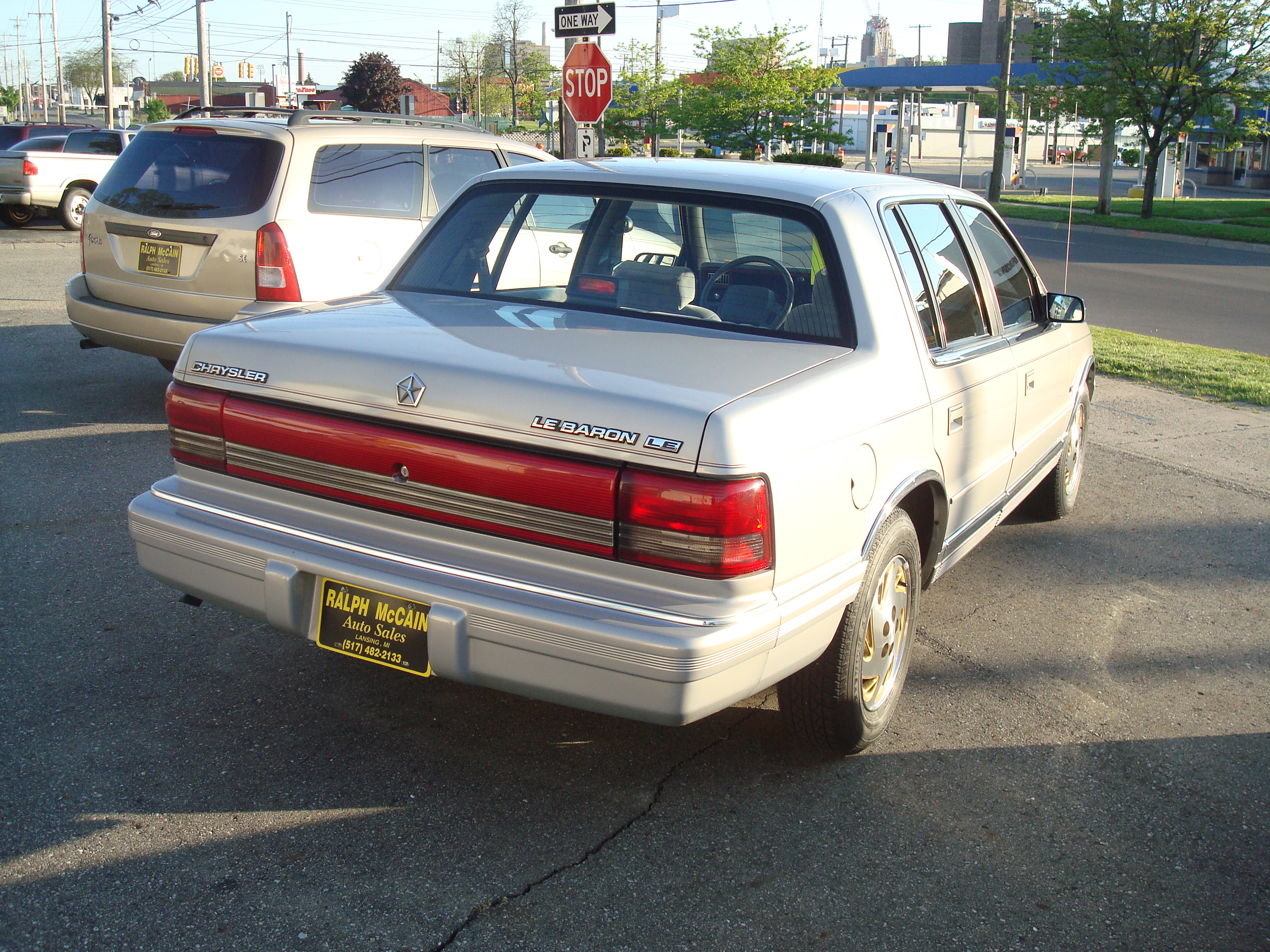
1994 Chrysler LeBaron LE

Théoriquement, comme c'était le cas à cette époque chaque fois que Chrysler, Dodge et Plymouth partageaient des variantes de modèle directes, l'Acclaim était censée être la version la plus courante, tandis que la Spirit était la version plus sportive et la LeBaron était la version de luxe, reflétant le statut phare de la marque Chrysler. En réalité, cependant, il y avait un chevauchement considérable entre les trois niveaux de finitions, d'équipements et des caractéristiques disponibles. Le modèle haut de gamme LeBaron Landau offrait un demi-toit en vinyle rembourré avec un rétro-éclairage « formel » plus petit. Tous les berlines LeBaron étaient vendues avec un airbag côté conducteur, et pouvait accueillir jusqu'à six passagers.
En 1992, la berline LeBaron était divisée en trois niveaux de finition : base, LX et Landau. Le nouveau modèle d'entrée de gamme éliminé le moteur V6 et le toit landau en vinyle, alors que le modèle Landau incluait toujours le toit landau en standard. La LX, disponible seulement un an, était vendue avec un V6 mais pas de toit landau. En 1993, la berline LeBaron reçue de nouveaux feux arrière, qui incorporait des lampes précédemment situé dans le revêtement de pare-chocs, aussi cette année, la gamme a été réduit à deux niveaux de finition dont le modèle d'entrée de gamme désormais appelé LE. La berline LeBaron a été arrêtée le 18 mai 1994, tandis que le Dodge Esprit et Plymouth Acclaim poursuivait leur production jusqu'au 9 décembre 1994. La Chrysler LeBaron a été remplacé par la Chrysler Stratus.

### Sécurité
En 1994, la National Highway Traffic Safety Administration américaine a noté la LeBaron 4 sur 5 pour la sécurité côté conducteur et 3 sur 5 pour la sécurité côté passager en cas de collision frontale.

### Niveaux de finition
- base - 1990-1992
- LX - 1992
- Landau - 1992-1994
- LE - 1993-1994

## Marché mexicain
Les voitures des plates-formes M et K été assemblées dans l'usine de Toluca, au Mexique. La LeBaron de la plateforme M été vendue au Mexique de 1977 à 1982. La LeBaron de la plateforme K été également produite à Toluca et été vendue pour les années modèles 1983-1987. Il n'y avait pas de cabriolets de la plate-forme K, du moins aucun d'usine.
La Chrysler Phantom était la version mexicaine de la LeBaron coupé de la plate-forme J. Il n'y avait pas de cabriolets 2 portes de la plate-forme J pour le marché mexicain. Les Phantom été vendues avec les mêmes options que les LeBaron des États-Unis, et souvent à un niveau de finition plus élevé. Les Chrysler Phantom été commercialisées de 1992 à 1994, avec une version R / T (similaire à la LeBaron GTC américaine) à partir de 1992.
La Chrysler LeBaron berline 4 portes mexicaine s'appelait la New Yorker (toutes avec toit Landau) et la carrosserie « K » (légèrement plus courte) était réservée aux LeBaron 4 portes, vendues en deux niveaux de finitions, un avec toit Landau et cuir, et l'autre sans ces deux options.